# European Handbike Circuit
Het European Handbike Circuit (EHC) is een Europese handbike-organisatie, opgericht in 2000 onder leiding van Wolfgang Petersen. Er werkten acht verschillende landen aan mee en elk land had zijn eigen comité bestaande uit minimaal een en maximaal twee leden. Inmiddels (2007) zijn er tien landen. Groot-Brittannië en Tsjechië hebben zich sinds 2003 ook aangesloten bij het EHC.

## Landen overzicht 2007
| België                        | Duitsland         | Frankrijk       | Italië                               | Luxemburg                   | Nederland          | Oostenrijk                                | Tsjechië                   | Zwitserland  | Groot-Brittannië |
| ----------------------------- | ----------------- | --------------- | ------------------------------------ | --------------------------- | ------------------ | ----------------------------------------- | -------------------------- | ------------ | ---------------- |
| Didier Simons (vicepresident) | Wolfgang Petersen | Patrick Moyses  | Roberto Rancilio(vicepresident)      | Sylvie Trausch (designated) | Kees van Breukelen | Christian Peter(Treasurer, vicepresident) | Radovan Sabata (president) | Lukas Weber  | David Abrutat    |
| Wim Decleir                   | Vacant            | Claudine Moyses | Vittorio Bonissi(Technical Delegate) | Vacant                      | Seine Snippe       | Wolfgang Schattauer                       | Hana Rusa(Secretary)       | Albert Marti | Marcus Asbury    |

## Eerste wedstrijd
De eerste officiële wedstrijd werd verreden op 14 april 2001 in Rosenau(Fr) over een afstand van 44 km en er stonden 62 handbikers aan de start, waaronder 3 dames. De eerste winnaar was Johann Mayrhofer (handbiker). Opvallend in deze periode was, dat er tijdens de wedstrijd maar drie divisies werden onderscheiden; HC1/2 (latere A-divisie), HC3/4 (latere B- en C-divisie). Vervolgens zou IPC(Internationaal Paralympic Comité) naar dit voorbeeld de divisies definitief onderscheiden in A, B en C.

## Ontwikkeling reglementen en divisie onderscheiding
Omdat het handbiken Internationaal zich op dat moment nog in een ontwikkelingsfase bevond, zocht men naar de meest geschikte regels, die handbikers het gevoel moesten geven dat er werd gestreden op gelijkwaardig niveau. Zo kwamen er regels voor het type handbike in elke divisie, startopstelling ten opzichte van de ranglijst en iedere divisie start apart om koersvervalsing te voorkomen. Daarom is het ook verboden te stayeren in een andere divisie.
Het EHC zou in de daaropvolgende jaren een eigen koers gaan 'varen' ten opzichte van de regels die werden bepaald door het IPC. Zo wilde het EHC de ultieme integratie bekomen, door ook validesporters in een handbike toe te laten in de C-divisie, daar waar er weinig of geen voordelen waren voor de 'niet gehandicapte'. De bedoeling was (is) niet dat valide sporters ook zouden kunnen deelnemen aan IPC evenementen, maar wel het belang van het algemeen tezamen sport bedrijven op een gelijkwaardig niveau. De Paralympics zijn nu eenmaal opgericht, zodat ook gehandicapte sporters aan de 'Spelen' en de wereld hun prestaties kunnen tonen. Hierdoor ontstonden in de beginperiode van het EHC(en soms nog) problemen met de Landelijke bonden, die verantwoordelijk zijn voor aanstellen van een sporter, die uitgezonden kunnen worden naar een EK, WK of PS. Ook de gehandicapte sporters(handbikers) moeten voldoen aan voorwaarden en deze laatste werden vaak mede bepaald door het IPC (nu UCI), zodat de meeste landen het EHC niet als 'meetmoment' erkennen. Een uitzondering is België (Belgian Paralympic Comité- BPC) dat wel enkele meetmomenten heeft om sporters te erkennen tijdens een EHC wedstrijd. Doordat er na elke wedstrijd een algemene vergadering werd gehouden door de landenteams, bereikte men de ultieme aandachtspunten, die vaak werden aangegeven door de sporters zelf. Uiteindelijk is het EHC uitgeroeid tot een zelfstandige organisatie die losstaat van het IPC/UCI. Hieruit ontstond de eigen Wereldbond handbiken, het WHF - [World Handcycling Federation].
Reglementen:
De regels bij het EHC om te kunnen deelnemen zijn voor iedereen toegankelijk, wat uniek is in de gehandicaptensport. Dat men toekomstgericht denkt aan standaardisering van de handbike, net zoals bij het wielrennen is niet uitgesloten. Hiervoor is het echter nog te vroeg, omdat de sport nog te jong is en de functionaliteiten van de gehandicapte een groot struikelblok is voor het rijden in dezelfde handbike. Toch moeten de handbikes aan bepaalde voorwaarden voldoen om te mogen starten, zoals bv. mag er geen gebruik worden gemaakt van elke vorm van aerodynamica en zijn er regels voor de zit-positie van de sporter in de A- en B-divisie.
Dames:
In de eerste 2 jaren nadat het EHC werd opgericht hield men zich aan de onderscheiding in divisies ABC en dames (zonder divisie-onderscheid). Omdat bij de dames op Europees niveau nog te weinig deelneemsters aan de start verschenen, bleven de dames in 1 divisie competiteren met elkaar. Door de toename van meer vrouwelijke handbikesters vooral in B- en C-divisie werden in 2005 er voor het eerst 2 divisies onderscheiden, B- en C-divisie. In 2006 kwam daarbij de A-divisie, net zoals bij de UCI/IPC. Zij startten in de wedstrijd tezamen met de A-divisie mannen.
Heren:
In 2005, na intensief overleg met de handbikers besloot het EHC de divisie indelingen te veranderen ten opzichte van UCI/IPC, vooral omdat toch in A- en C-divisie naar handicap bekeken verschillen optraden. Zo werd de A-divisie nog eens onderscheiden in A1 en A2. De C-divisie werd eveneens onderscheiden in C1 en C2(waar nog steeds valide handbikers mogen deelnemen). Vanaf 2008 wordt de C1 en C2 divisie weer 1 C-divisie naar voorbeeld van UCI/IPC.
Teams:
Sinds het begin van het EHC is er een teamklassement om de Professionalisering van de sport te bevorderen. In 2007 waren er 6 (semi)profteams die deelnamen aan het EHC.

## Toekomst EHC
Door de grote groei van het handbiken wereldwijd ziet de toekomst voor het EHC er rooskleurig uit. Vooral de vasthoudendheid in het eigen karakter van de organisatie en door goed te luisteren naar opmerkingen en wensen van de sporter zelf trekt het EHC nu in 2007 gemiddeld per wedstrijd zo een 150 top handbikers aan. Het EHC blijft voorstander van een goed overleg met de wereldbond UCI, maar stelt belangen van de sporter op de eerste plaats.